# Komuna e Zharrëzit
Komuna e Zharrëzit är en kommun i Albanien.   Den ligger i prefekturen Qarku i Fierit, i den centrala delen av landet, 70 km söder om huvudstaden Tirana.
Trakten runt Komuna e Zharrëzit består till största delen av jordbruksmark.  Runt Komuna e Zharrëzit är det ganska tätbefolkat, med 199 invånare per kvadratkilometer.